# Fructose
Fructose, còn được gọi là đường fructô, đường hoa quả hay đường trái cây, là một loại ketose được tìm thấy trong nhiều loài thực vật; ở các loài đó, fructose thường liên kết với glucose để tạo thành các disaccharide sucrose. Đây là một trong ba monosaccharide phổ biến trong chế độ ăn uống, cùng với glucose và galactose. Fructose được hấp thu trực tiếp vào máu trong quá trình tiêu hóa.
Fructose được nhà hóa học người Pháp Augustin-Pierre Dubrunfaut phát hiện vào năm 1847. Tên gọi fructose được nhà hóa học người Anh William Miller đặt vào năm 1857. Fructose tinh khiết và khô là chất rắn kết tinh rất ngọt, màu trắng, không mùi và là loại đường tan trong nước tốt nhất. Fructose được tìm thấy trong mật ong, cây và trái của cây nho, hoa, quả, và hầu hết các loại rau củ.